# Jardin des portés disparus
Le Jardin des portés disparus, en hébreu גן הנעדרים (Gan HaNe'edarim) est un jardin commémoratif situé dans le cimetière militaire national d'Israël sur le mont Herzl à Jérusalem. Le jardin est dédié aux soldats et aux policiers disparus en opération de 1914 jusqu'à aujourd'hui et dont le lieu de sépulture est inconnu. Le mémorial comprend les noms des soldats et des officiers juifs et non-juifs qui ont servi dans l'armée israélienne et la police israélienne. Depuis 1954, une section du cimetière est dédiée aux disparus. Le jardin a été inauguré le 29 février 2004, 7 Adar.
également monument temporaire pour Tombe du Soldat inconnu.

## Galerie

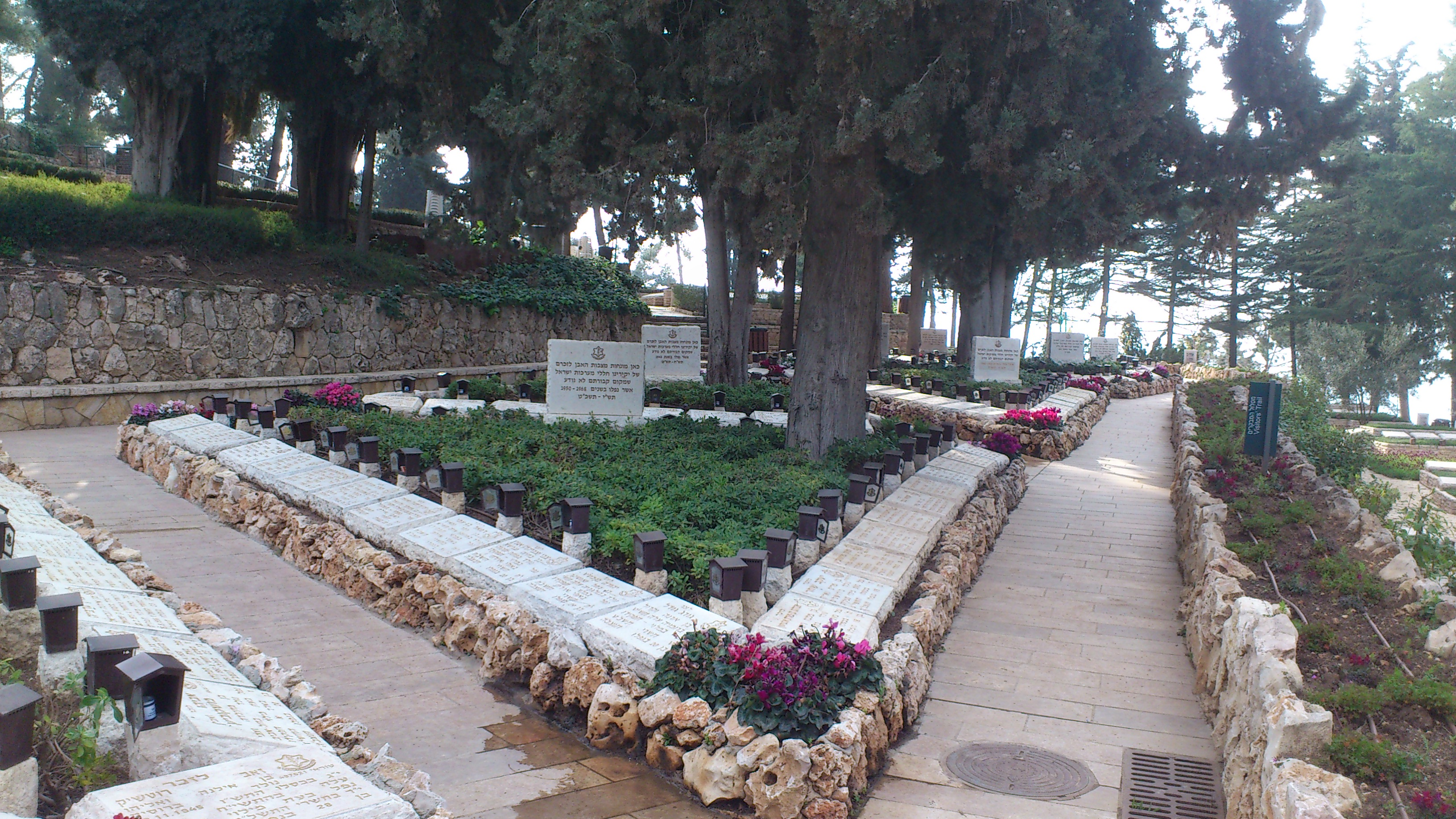
Tombes vides
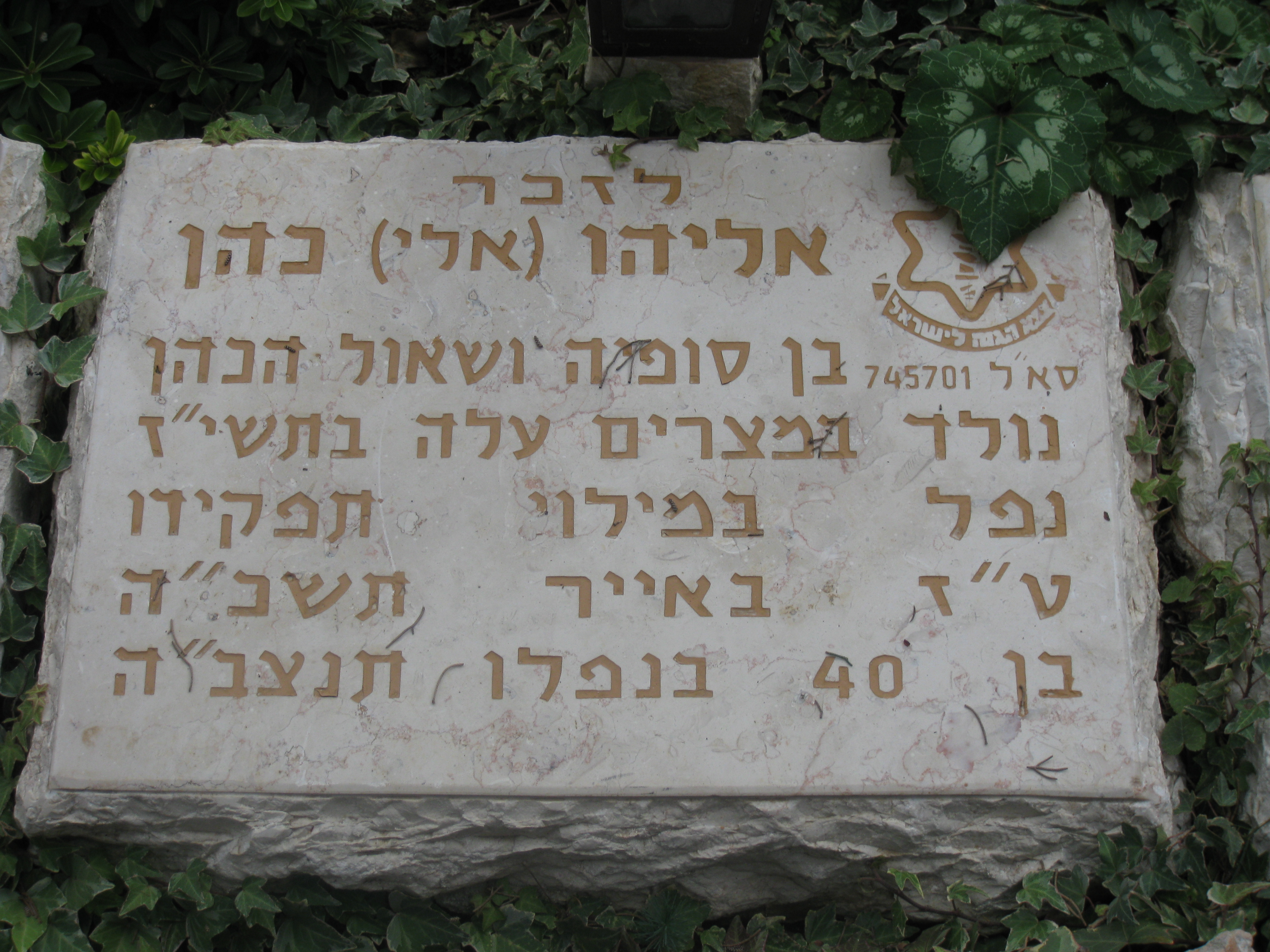
Mémorial pour Eli Cohen
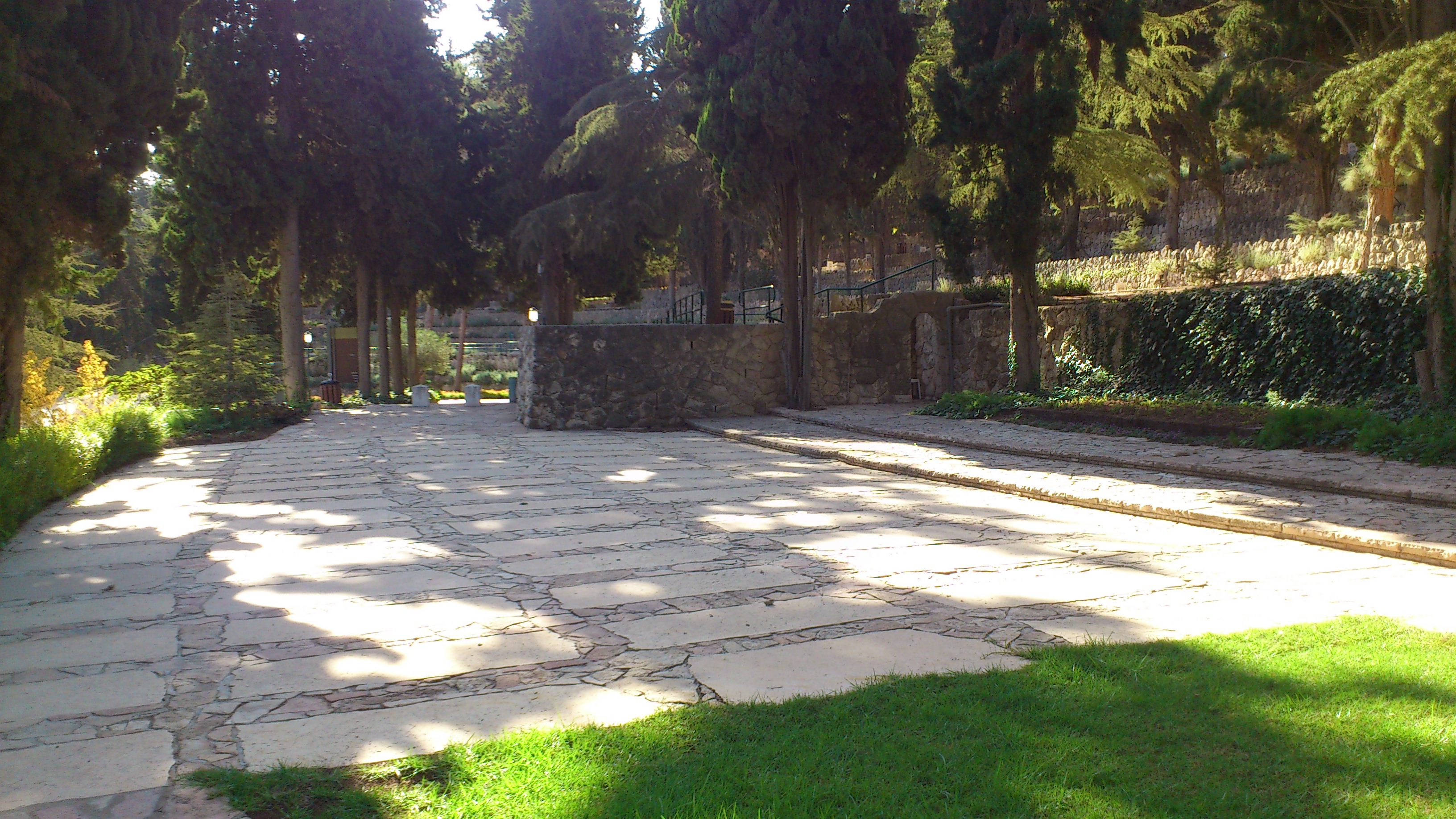
L'esplanade
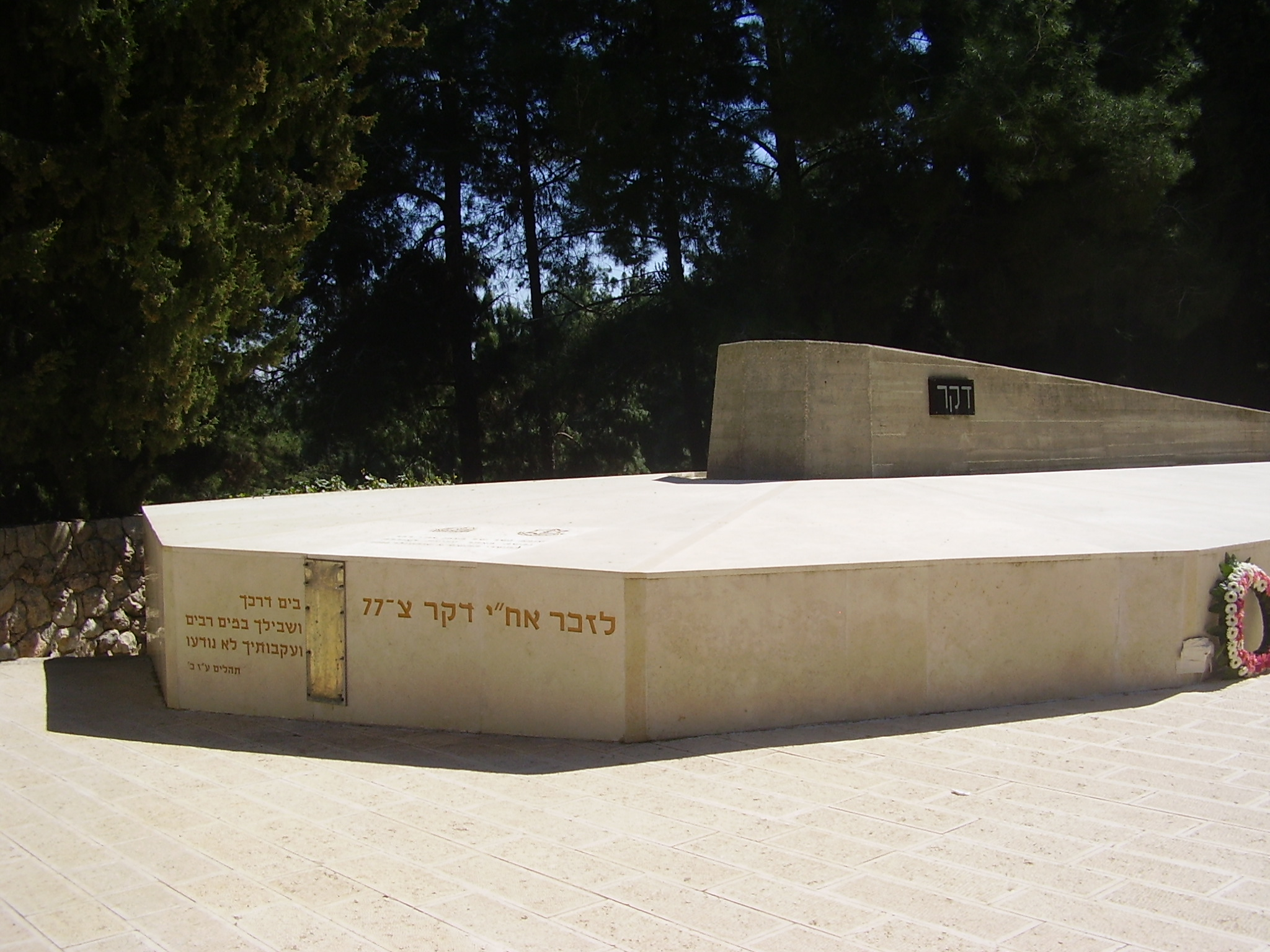
INS Dakar Memorial
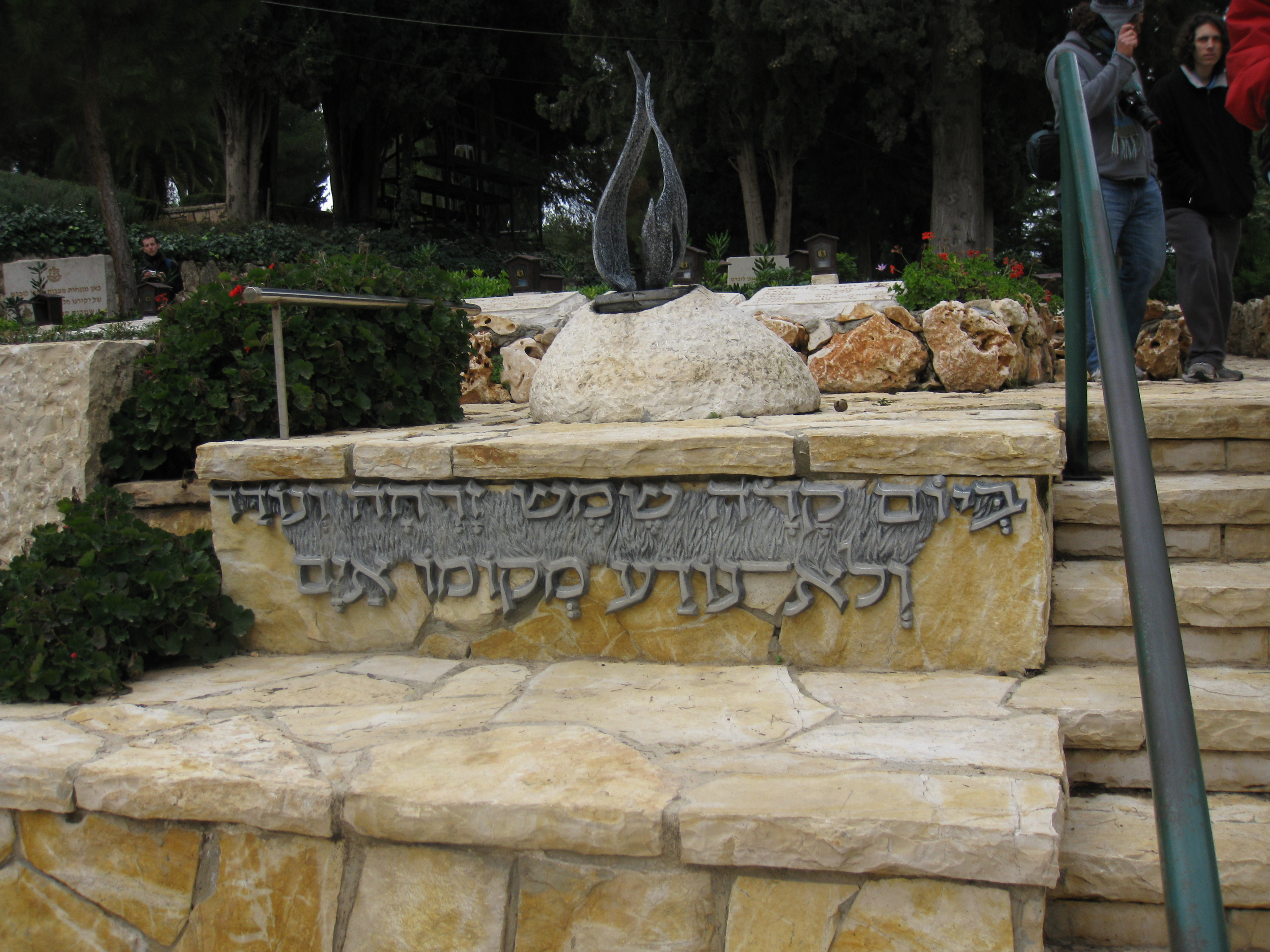
La flamme éternelle
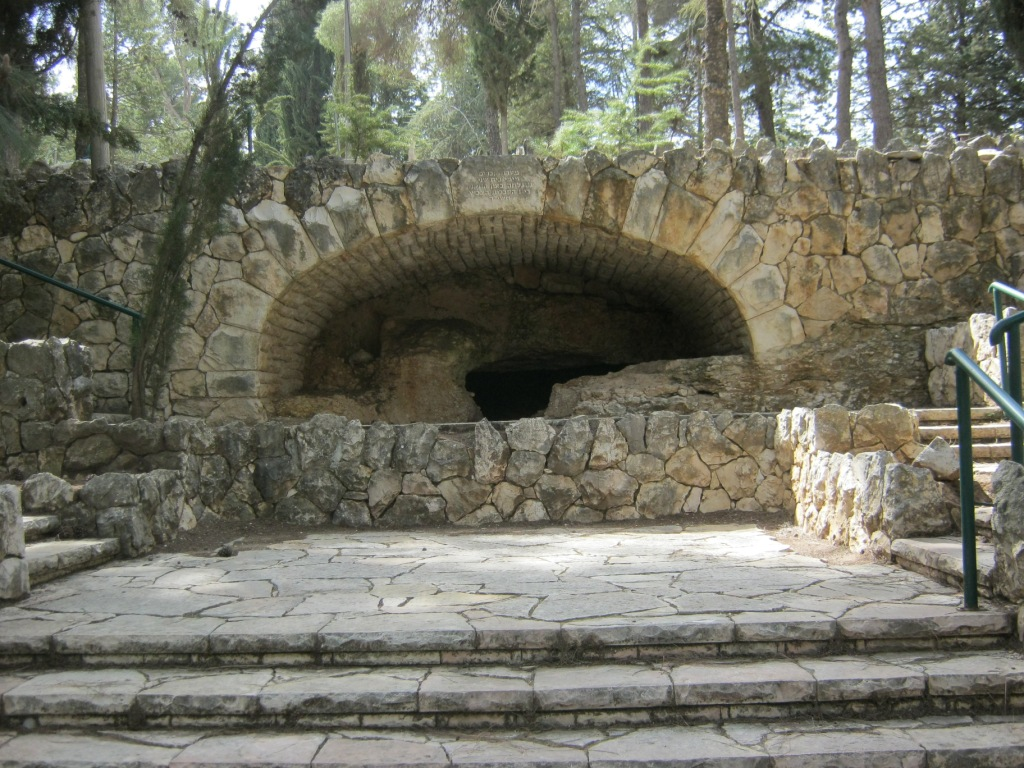
Tombe juive datant de la période du Second Temple